# Sizzone
Il Sizzone (Scission,  Sciscioch,  Scion in dialetto locale) è un torrente che scorre in provincia di Novara. È uno dei più importanti affluenti dell'Agogna.

## Percorso
Il Sizzone propriamente detto nasce in provincia di Novara, dalla confluenza di due rami: Il  Sizzone di Vergano ed il  Sizzone di Maggiora.
- Il Sizzone di Maggiora  (19,17 km[2]) nasce nel comune di Valduggia provincia di Vercelli (questo corso d'acqua è l'unico affluente dell'Agogna che nasce nella suddetta provincia); scorre presso il  Mottaccio del Balmone, ossia la pista di motocross di Maggiora. Presso quest'ultimo comune si unisce con il Sizzone di Pergallo (meglio noto come Sizzone di Vergano)
- Il Sizzone di Pergallo o di Vergano (9,97 km[2]) nasce a nord di Soriso, in provincia di Novara e scorre verso sud toccando la periferia ovest di Borgomanero e confluendo poi, come già citato, nel torrente Sizzone di Maggiora all'altezza della ex Colonia Solare in comune di Maggiora.

Successivamente il Sizzone scorre verso sud, attraversando Cureggio e la periferia ovest di Fontaneto d'Agogna; sfocia nell'Agogna presso il ponte della SP 22 tra Momo e Cavaglio d'Agogna.
La lunghezza dell'asta fluviale del Sizzone viene quindi misurata dalla confluenza dei suddetti rami attestandosi difatti, a circa 10 km circa. 
Invece considerando anche la lunghezza complessiva dei due rami la lunghezza totale del corso d'acqua sale a 39,14 km.

## Qualità delle acque
Sino alla confluenza dei due rami (Sizzone di Maggiora e Pergallo (Sizzone di Vergano), all'altezza della ex Colonia Solare, la qualità delle acque è buona poiché il torrente non attraversa centri urbani di grande rilevanza. Di conseguenza, le immissioni di carattere antropico ed inquinanti sono poche.
Essendo un corso d'acqua con un numero di affluenti ridotto ed un bacino idrografico situato a quota medio-bassa, il regime idrologico del Sizzone è completamente pluviale. 
In modo particolare il ramo  di Vergano (Pergallo) non gode di un approvvigionamento costante e dunque tende a prosciugarsi già fin dalla periferia di Borgomanero. 
Il ramo di Maggiora ha sicuramente una portata d'acqua maggiore e più costante, anche grazie anche ai diversi apporti nel corso vallivo.
Al contrario, in caso di forti piogge, il torrente Sizzone riceve importanti apporti e la sua portata aumenta considerevolmente, come nel caso degli eventi alluvionali del 1968, del 2011, 
del 2014 e dell'ottobre 2020. Nel novembre del 2014 la piena si dimostrò di particolare imponenza, facendo esondare il torrente in più punti nel comune di Cureggio e facendo crollare il ponte pedonale della Frazione Gerbidi di Fontaneto d'Agogna, provocando anche l'allagamento di numerose abitazioni.
Per la prima volta da quando si ha memoria, durante la calda e secca estate del 2022, il torrente Sizzone si è completamente prosciugato, specie nel tratto dì Fontaneto d'Agogna.

## Fauna ittica
Il Sizzone, in particolare il ramo di Maggiora, ha una fauna ittica molto variegata: nel corso principale sono presenti in quantità ciprinidi, mentre nel ramo di Vergano sono presenti rare trote ed occasionali gamberi di fiume.